# Lipówka (województwo lubelskie)
Lipówka – wieś w Polsce położona w województwie lubelskim, w powiecie włodawskim, w gminie Wyryki. Leży przy drodze 818.
W latach 1975–1998 miejscowość administracyjnie należała do województwa chełmskiego.
Wieś jest sołectwem w gminie Wyryki. Według Narodowego Spisu Powszechnego z roku 2011 wieś liczyła 78 mieszkańców.
Wierni Kościoła rzymskokatolickiego należą do parafii św. Mikołaja w Lubieniu.